# Leptogaster affinis
Leptogaster affinis là một loài ruồi trong họ Asilidae. Leptogaster affinis được Lehr miêu tả năm 1972. Loài này phân bố ở vùng Cổ Bắc giới và châu Á.